# Kasserine

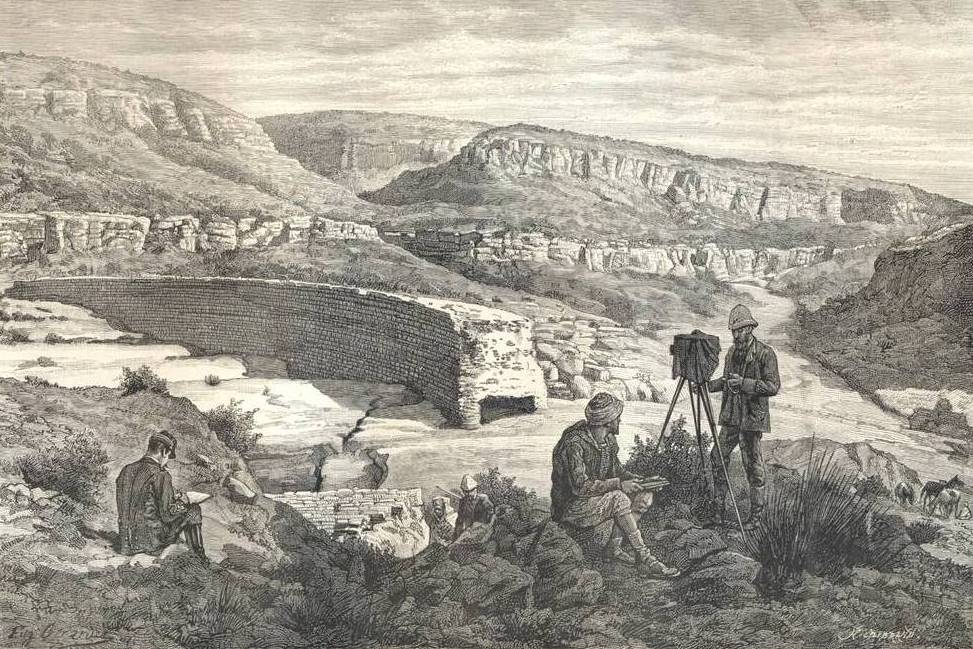
Römischer Staudamm bei Kasserine (1886)

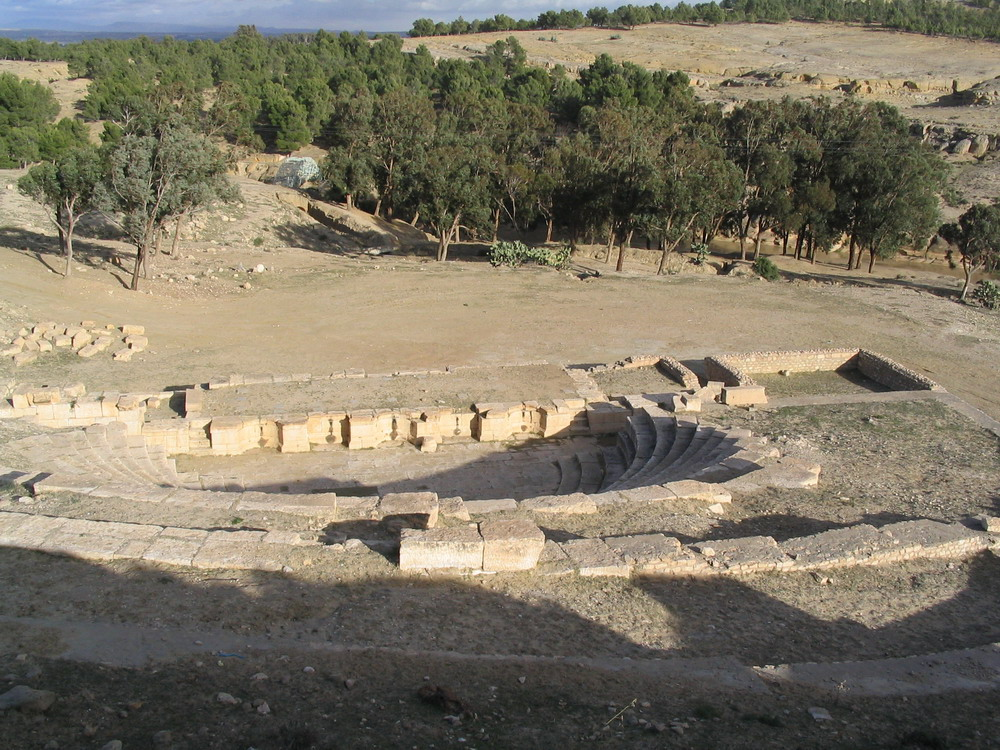
Römisches Theater von Cilium

Kasserine (arabisch القصرين, DMG al-Qaṣrain) ist eine ehemals aus drei Kreisen ("arrondissement": Kasserine, Cité Ennour und Ezzouhour) bestehende Stadt im Zentrum Tunesiens, die in zwei verschiedenen Delegationen (Kasserine Nord und Kasserine Sud) liegt. Sie ist die Hauptstadt des gleichnamigen Gouvernements Kasserine und hat etwa 90.000 Einwohner.

## Lage
Kasserine liegt rund 300 km (Fahrtstrecke) südwestlich der Landeshauptstadt Tunis und etwa 55 km von der algerischen Grenze bei Bou Chebka entfernt. Die Stadt ist umgeben von drei Bergzügen (Djebel Chambi 1544 m, Djebel Semmama 1314 m, Djebel Selloum 1373 m) und liegt am ganzjährig wasserführenden Oued Derb. Das regenarme Klima in Kasserine ist wegen der Höhenlage von 655 m eher gemäßigt.

## Bevölkerung
Im Jahr der Unabhängigkeit Tunesiens (1956) hatte die Stadt Kasserine etwa 3.000 Einwohner; im näheren Umland lebten weitere 12.000 Menschen. Die danach größtenteils aus den umliegenden Regionen zugewanderte Bevölkerung ist zwar meist berberischer Abstammung, Umgangssprache ist jedoch arabisch.

## Wirtschaft
Wichtigstes Industrieunternehmen der Stadt ist die Société nationale de cellulose et de papier alfa (SNCPA), ein Betrieb zur Herstellung von Zellstoff aus Halfagras mit etwa 800 Beschäftigten; in der Umgebung der Stadt werden pro Jahr etwa 40.000 Tonnen Halfagras geschnitten, aus denen etwa 12.000 Tonnen Papier hergestellt werden. Daneben gibt es ein Werk zur Herstellung von Hohlblocksteinen, einen Getränkeabfüllbetrieb und eine Ölmühle.

## Geschichte
Das römische Cilium entstand um 80 n. Chr. zur Zeit des Kaisers Vespasian und war bis in byzantinische Zeit besiedelt. In der Nähe der Stadt am Oued Derb liegen die Reste des Kasserine-Staudamms, der größten römischen Gewichtsstaumauer in Nordafrika. Im Jahr 544 fand der byzantinische General Solomon in der Schlacht von Cilium den Tod gegen ein maurisches Koalitionsheer. In der Mitte des 7. Jahrhunderts wurde das Gebiet des heutigen Tunesien und des algerischen Ostens (Ifrīqiya) von den vordringenden islamischen Heeren erobert; das in Kasrin umbenannte Cilium verschwand danach lange Zeit aus den Chroniken.
Die Region um Kasserine war im Zweiten Weltkrieg (Februar 1943) Schauplatz einer der bekanntesten Schlachten des Afrikafeldzugs. (→ Schlacht am Kasserinpass).
Während der Revolution in Tunesien 2010/2011 war die Stadt Schauplatz besonders heftiger Auseinandersetzungen zwischen Protestierenden und Sicherheitskräften, wobei Sondereinheiten der Regierung Dutzende Menschen erschossen.

## Sehenswürdigkeiten
- Nordöstlich der Stadt befindet sich die antike Stadt Cilium. Wichtigste Bauten der Ruinenstätte sind ein einbogiger Triumphbogen zu Ehren des Kaisers Septimius Severus, ein Theater und das Forum; auch die Fundamente einer frühchristlichen Kirche wurde identifiziert. Außerdem sind die spärlichen Ruinen einer ursprünglich angeblich rund 10 m hohen und rund 150 m langen antiken Staumauer zu sehen, der Kasserine-Staudamm.
- In der Nähe befindet sich ein nur nach heftigen oder länger anhaltenden Regenfällen zu sehender Wasserfall des Oued Derb.

## Sport
Die Stadt ist die Heimat des Fußballvereins AS Kasserine, der 1948 gegründet wurde und mehrfach in der höchsten tunesischen Liga spielte. Der Verein trägt seine Heimspiele im Stade Municipal Kasserine aus, das rund 8.000 Zuschauern Platz bietet.

## Persönlichkeiten
- Esma Abdelhamid (* 1960), Autorin
- Karim Haggui (* 1984), Fußballspieler